# 大發現 (專輯)
《大發現》（大発見，Daihakken／Discovery）是東京事變的第五張專輯，由EMI Music Japan／Virgin Music於2011年6月29日發行。在跨業合作部分，歌曲「DOPA-MINT!」及「迴響天空」更成為江崎固力果‘Watering Kiss Mint口香糖’廣告主題曲，而歌曲「歡迎來到天國」則是朝日電視台戲劇「熱海的搜查官」的主題曲。另外，歌曲「每個女孩子啊」是資生堂「MAQuillAGE」系列廣告主題曲，而歌曲「全新文明開化」則是東京地下鐵企業形象廣告主題曲。初回限定為「精美外紙盒仕樣」。
在專輯銷售成績方面，本張專輯在日本Oricon銷售榜上最高位居單週第1名，名列2011年年度銷售榜第48位。在銷售認證上，專輯《大發現》銷售突破10萬張，在2011年6月通過日本唱片協會認定為金唱片。

## 專輯概要
《大發現》是東京事變第五張專輯，同時也是繼2010年2月發表《SPORTS》後，睽違一年的新專輯。本張專輯收錄了先前發行的雙A面單曲《迴響天空／每個女孩子啊》中的兩首歌曲，另外，日前發表的數位下載單曲《歡迎來到天國》及《DOPA-MINT!》也一併收錄至專輯中。
本張專輯名稱「大發現」是東京事變首次以三個字命名的專輯，團員表示以「大」為開頭是為了肯定大家在上一張專輯《SPORTS》和其演唱會「東京事變 live tour 2010 Ultra C」中的努力。後來，椎名林檎透過「大」這個字聯想到和探索頻道有所關連的詞「大發現」，而這也成為本張專輯的標題。
日前，椎名林檎在宣傳第七張單曲《迴響天空／每個女孩子啊》接受專訪時提到：「如果以那時發表的四首歌曲『歡迎來到天國』、『DOPA-MINT!』、『迴響天空』及『每個女孩子啊』來看，歌迷可能會覺得這四首歌曲沒有什麼一致性，但是和其他歌曲組合後，就會有一個道理存在。」而延續著椎名林檎個唱的傳統，「對稱美學」又再次出現在本張專輯中。
在專輯發售時程上，專輯《大發現》最早於2011年5月20日在官方網站公布新專輯曲目及專輯封面。同日，宣佈歌曲「全新文明開化」為東京地下鐵形象廣告的主題曲，當天也同時接受歌迷數位下載。等到6月13日，更一口氣釋出四首曲目提供歌迷下載。之後，日本於2011年6月29日發行CD專輯，台灣則是在2011年7月1日才發售進口版與台壓版專輯。
最後，在專輯銷售成績方面，本張專輯在發行當週以8.2萬張的銷售量在日本Oricon銷售榜上位居第1名，總計在Oriocn銷售榜上榜31週，累積銷售達14.0萬張，名列2011年年度銷售榜第48位。同時，專輯銷售突破10萬張，在2011年6月通過日本唱片協會認定為金唱片。

### 對稱美學
椎名林檎也不忘發揚其在個唱時期的對稱之美，再往後東京事變的作品中也會延續對稱風格。本張專輯的歌曲名稱皆為七個字，而有拍攝音樂錄影帶與廣告曲的歌曲「歡迎來到天國」、「全新文明開化」、「迴響天空」及「每個女孩子啊」四首歌曲剛好位於專輯的第1、3、11及13首，形成對稱。而位於第七首的廣告曲「DOPA-MINT!」，恰好與上述四首也形成了對稱。
| 01. | bt. |
| 02. | 13. |
| 03. | 12. |
| 04. | 11. |
| 05. | 10. |
| 06. | 09. |
| 07. | 08. |
|     |     |

### 獲獎紀錄
The SPACE SHOWER MUSIC VIDEO AWARDS
- MVA AWARD－《全新文明開化》（提名）

### 跨業合作
- 「DOPA-MINT!」、「迴響天空」

（江崎固力果）‘Watering Kiss Mint口香糖’的廣告主題曲
- 「歡迎來到天國」

（朝日電視台）電視劇‘熱海的搜查官’的主題曲
- 「每個女孩子啊」

（資生堂）‘MAQuillAGE’系列廣告主題曲
- 「全新文明開化」

（東京地下鐵）‘東京地下鐵企業形象廣告’的廣告主題曲

### 先行發售單曲
- 歡迎來到天國（2010年7月21日[20]，數位下載單曲）
- DOPA-MINT!（2010年7月28日[21]，數位下載單曲）
- 迴響天空／每個女孩子啊（2011年5月11日，單曲）
(日本) Oricon單曲週銷售排行榜：#6[22]
(日本) Oricon單曲2011年銷售排行榜：#142[23]

## 曲目
| 曲序     | 曲目                                     |          | 作曲              | 备注     | 时长  |
| -------- | ---------------------------------------- | -------- | ----------------- | -------- | ----- |
| 1.       | 歡迎來到天國 For The Disc                | 椎名林檎 | 椎名林檎          |          | 3:01  |
| 2.       | 絕對值對相對值                           | 椎名林檎 | 伊澤一葉 椎名林檎 |          | 3:01  |
| 3.       | 全新文明開化                             | 椎名林檎 | 伊澤一葉 椎名林檎 |          | 4:31  |
| 4.       | 沒有電的都市                             | 椎名林檎 | 伊澤一葉          |          | 4:17  |
| 5.       | 海底築巢的男人                           | 浮雲     | 浮雲              | 浮雲作词 | 4:09  |
| 6.       | 禁忌的遊戲                               | 椎名林檎 | 伊澤一葉 椎名林檎 |          | 4:00  |
| 7.       | DOPA-MINT! BPM103                        | 椎名林檎 | 伊澤一葉          |          | 2:44  |
| 8.       | 可畏的大人們                             | 椎名林檎 | 龜田誠治 椎名林檎 |          | 4:39  |
| 9.       | 21世紀宇宙之子                           | 椎名林檎 | 龜田誠治 伊澤一葉 |          | 3:22  |
| 10.      | 從前的男與女                             | 椎名林檎 | 浮雲              |          | 3:31  |
| 11.      | 迴響天空                                 | 椎名林檎 | 龜田誠治          |          | 3:49  |
| 12.      | 隨風而去                                 | 椎名林檎 | 伊澤一葉          |          | 2:36  |
| 13.      | 每個女孩子啊                             | 椎名林檎 | 椎名林檎          |          | 3:53  |
| 14.      | 歡迎來到天國 For The Tube（Bonus track） | 椎名林檎 | 椎名林檎          |          | 3:01  |
| 总时长： | 总时长：                                 | 总时长： | 总时长：          | 总时长： | 50:34 |

### 曲目介紹
1. 歡迎來到天國 For The Disc（日語：天国へようこそ For The Disc）
2. 絕對值對相對值（日語：絶対値対相対値）
3. 全新文明開化（日語：新しい文明開化）
4. 沒有電的都市（日語：電気のない都市）
5. 海底築巢的男人（日語：海底に巣くう男）
6. 禁忌的遊戲（日語：禁じられた遊び）
7. DOPA-MINT! BPM103（日語：ドーパミント！ BPM103）
這首歌為江崎固力果公司第三波廣告的邀約，團員都帶了自己的歌曲來參與評選，不過導演竟然選中了伊澤在前一晚趕出來的曲子，因此這首歌就成了廣告主題曲[10]。
8. 可畏的大人們（日語：恐るべき大人達）
9. 21世紀宇宙之子（日語：21世紀宇宙の子）
10. 從前的男與女（日語：かつては男と女）
11. 迴響天空（日語：空が鳴っている）
（更多資訊請參見：迴響天空／每個女孩子啊）。
12. 隨風而去（日語：風に肖って行け）
13. 每個女孩子啊（日語：女の子は誰でも）
（更多資訊請參見：迴響天空／每個女孩子啊）。
Bonus track
14. 歡迎來到天國 For The Tube（日語：天国へようこそ For The Tube）
日後接受專訪提到在本首歌是在巡迴演唱會時的邀約，之後「熱海的搜察官」的音樂總監表示「音樂完全不需要是J-Pop，只要和戲劇搭的上就好了」，這個條件對於林檎來說真的是很容易，更重要的是提供東京事變再一次挖掘自己的機會[10]。

## 銷售排行

### Oricon 銷售榜(日本)
《大發現》於2011年6月29日發行。發行首週，在日本公信榜Oricon的專輯榜2011年6月第4週付的榜單中以137,535張銷售量居單週冠軍。第二週則以銷售量1.8萬張位居第八位，同週前三名分別為偶像團體嵐的專輯《Beautiful World》、第二名則是女歌手女神卡卡的專輯《天生完美》及女歌手西野加奈的專輯《Thank you, Love》。總計《大發現》總共在日本公信榜Oricon的專輯榜上榜31週，累積銷售達13.8萬張。同時在2011年年銷售榜中，《大發現》以13.3萬張銷售量居全年第48名。
| 發行日期             | 排行榜       | 最高排名 | 第一週銷售量 | 總銷售量 | 連續上榜次數 |
| -------------------- | ------------ | -------- | ------------ | -------- | ------------ |
| 2011年6月29日 大發現 | 週銷售排行榜 | #1       | 82,396       | 139,699  | 31週         |
| 2011年6月29日 大發現 | 月銷售排行榜 | #6       | 118,891      | 139,699  | 31週         |
| 2011年6月29日 大發現 | 年銷售排行榜 | #48      | 133,240      | 139,699  | 31週         |

### 其他銷售榜
| 排行榜名稱                                        | 最高排名 |
| ------------------------------------------------- | -------- |
| (日本) Soundscan：CD Album Top 20                 | #1       |
| (日本) J-WAVE：Tokio Hot 101(全新文明開化) (年榜) | #37      |
| (日本) 告示牌百強單曲榜                           | #1       |
| (日本) 告示牌百強專輯銷售榜 (年榜)                | #42      |
| (日本) iTunes Store銷售榜 (年榜)                  | #25      |
| (台灣) G-Music：東洋榜                            | #10      |
| (台灣) 五大唱片：日韓榜                           | #9       |

### 銷售認證
| 認證單位              | 銷量             |
| --------------------- | ---------------- |
| (日本) RIAJ：專輯銷售 | 金唱片 (100,000) |

## 發行歷史
| 國家 | 發行日期      | 發行形式       | 唱片公司                      | 商品編號   |
| ---- | ------------- | -------------- | ----------------------------- | ---------- |
| 日本 | 2011年6月29日 | CD             | EMI Music Japan／Virgin Music | TOCT-27070 |
| 台灣 | 2011年7月1日  | CD(進口初回盤) | EMI Music Japan／Virgin Music | TOCT-27070 |
| 台灣 | 2011年7月1日  | CD(台壓盤)     | 金牌大風                      | I5223      |

## 宣傳行程
| 類型   | 日期 | 名稱                              |
| ------ | ---- | --------------------------------- |
| 演唱會 |      | 東京事變 live tour 2011 Discovery |

## 脚注